# Cérebro Eletrônico
Cérebro Eletrônico foi uma banda de rock paulistana, formada em 2002.

## Histórico
A banda foi formada inicialmente por Tatá Aeroplano (também criador da Jumbo Elektro) e Fernando Maranho. Em 2003, foi lançado o primeiro disco, Onda Híbrida Ressonante, pelo selo Reco Head, disco gravado em estúdio caseiro pela dupla. O experimentalismo faz parte desse trabalho, que apesar de estar centralizado na música eletrônica, já aponta o tropicalismo como a grande referência da banda.
Após o lançamento do primeiro CD, o Cérebro Eletrônico foi aos poucos ganhando outros integrantes, entre eles Dudu Tsuda (teclados), Gustavo Souza (bateria e backing vocal), Isidoro Cobra (baixo e backing vocal), Thais Maranho (violão) e Helena Rosenthal (violão e voz). 
Em 2006, a banda começou a formar um repertório de canções pop. O cinema, o dadaísmo e a literatura fantástica influenciaram o segundo disco, Pareço Moderno, lançado em 2008. Ainda em 2008, se apresentam no TIM Festival.
No quarto disco, Vamos pro quarto (2013), a banda era formada por Tatá Aeroplano (voz e brinquedos), Fernando Maranho (guitarra e backing vocal), Renato Cortez (baixo), Gustavo Souza (bateria) e Fernando TRZ (teclados e violão). Os quatro se internaram num sítio em Bragança Paulista durante três dias, gravando uma série de experimentações que seguem a tradição dos Mutantes e de Arrigo Barnabé.
Em setembro de 2016, a banda anunciou o fim de suas atividades.

## Discografia
- Onda Híbrida Ressonante (Reco-Head/2003)
- Pareço Moderno (Phonobase Music Services/2008)
- Deus e o Diabo no Liqüidificador (Phonobase Music Services/2010)
- Vamos pro Quarto (2013)